# Cohors I Alpinorum (Dacia)
Die Cohors I Alpinorum [equitata] [Antoniniana] (deutsch 1. Kohorte der Alpenbewohner [teilberitten] [die Antoninianische]) war eine römische Auxiliareinheit. Sie ist durch Militärdiplome, Inschriften und Ziegelstempel belegt.

## Namensbestandteile
- Cohors: Die Kohorte war eine Infanterieeinheit der Auxiliartruppen in der römischen Armee.

- I: Die römische Zahl steht für die Ordnungszahl die erste (lateinisch prima). Daher wird der Name dieser Militäreinheit als Cohors prima .. ausgesprochen.

- Alpinorum: der Alpenbewohner. Die Soldaten der Kohorte wurden bei Aufstellung der Einheit aus Volksstämmen rekrutiert, die in den Alpen siedelten.[1][2][A 1]

- equitata: teilberitten. Die Einheit war ein gemischter Verband aus Infanterie und Kavallerie. Der Zusatz kommt in Inschriften[3] vor.

- Antoniniana: die Antoninianische. Eine Ehrenbezeichnung, die sich auf Caracalla (211–217) bezieht. Der Zusatz kommt in einer Inschrift[4] vor.

Da es keine Hinweise auf den Namenszusatz milliaria (1000 Mann) gibt, war die Einheit eine Cohors quingenaria equitata. Die Sollstärke der Kohorte lag bei 600 Mann (480 Mann Infanterie und 120 Reiter), bestehend aus 6 Centurien Infanterie mit jeweils 80 Mann sowie 4 Turmae Kavallerie mit jeweils 30 Reitern.

## Geschichte
Die Kohorte war in den Provinzen Britannia, Moesia superior und Dacia (in dieser Reihenfolge) stationiert. Sie ist auf Militärdiplomen für die Jahre 103 bis 179 n. Chr. aufgeführt.
Die Einheit war vermutlich im frühen 1. Jh. n. Chr. in der Provinz Gallia Aquitania stationiert. Möglicherweise war sie dann Teil der Truppen, die unter Führung von Aulus Plautius um 43 mit der Eroberung Britanniens begannen. Der einzige Nachweis der Einheit in der Provinz Britannia beruht auf einem Diplom, das auf 103 datiert ist. In dem Diplom wird die Kohorte als Teil der Truppen (siehe Römische Streitkräfte in Britannia) aufgeführt, die in der Provinz stationiert waren.
Zu einem unbestimmten Zeitpunkt wurde die Einheit in die Provinz Moesia superior verlegt. Der erste Nachweis in Moesia superior beruht auf einem Diplom, das auf 103/106 datiert ist. In dem Diplom wird die Kohorte als Teil der Truppen (siehe Römische Streitkräfte in Moesia) aufgeführt, die in der Provinz stationiert waren. Ein weiteres Diplom, das auf 103/107 datiert ist, belegt die Einheit in derselben Provinz.
Die Kohorte nahm wahrscheinlich an den Dakerkriegen Trajans teil. Danach wurde die Einheit in der neuen Provinz Dacia stationiert. Der erste Nachweis in Dacia beruht auf einem Diplom, das auf 114 datiert ist. In dem Diplom wird die Kohorte als Teil der Truppen (siehe Römische Streitkräfte in Dacia) aufgeführt, die in der Provinz stationiert waren. Weitere Diplome, die auf 119 bis 179 datiert sind, belegen die Einheit in Dacia superior.
Der letzte Nachweis der Kohorte beruht auf einer Inschrift, die auf 211/212 datiert wird.

## Standorte
Standorte der Kohorte in Dacia waren möglicherweise:
- Kastell Călugăreni: eine Inschrift[4] und ein Ziegel[9] mit dem Stempel der Einheit wurden hier gefunden.
- Praetoria Augusta (Inlăceni): mehrere Ziegel[10] mit dem Stempel der Einheit wurden hier gefunden.
- Kastell Sărățeni: mehrere Ziegel[11] mit den Stempeln der Einheit wurden hier gefunden.

Ziegel mit den Stempeln der Einheit wurden noch an weiteren Orten in Dacia gefunden. Eine Inschrift, in der die Kohorte aufgeführt wird, wurde in Micia gefunden.

## Angehörige der Kohorte
Folgende Angehörige der Kohorte sind bekannt.

### Kommandeure
| - M(arcus) Titius Proculus, ein Präfekt (AE 2003, 1530) - Marcus Vettius Latro, ein Präfekt | - Titus Popilius Albinus, ein Präfekt |

### Sonstige
| - Aelius Niger, ein Veteran (CIL 3, 1183) | - Iul(ius) Iccus, ein Soldat (CIL 13, 922) |